# Mittelwihr
Mittelwihr (prononcé [mitəlviʁ]  ; en allemand Mittelweier) est une commune française située dans la circonscription administrative du Haut-Rhin et, depuis le 1er janvier 2021, dans le territoire de la Collectivité européenne d'Alsace, en région Grand Est.
Cette commune se trouve dans la région historique et culturelle d'Alsace.

## Géographie

### Localisation
Mittelwihr, d'une superficie de 240 ha à 220 mètres d'altitude, est située sur la fameuse route des vins d'Alsace.

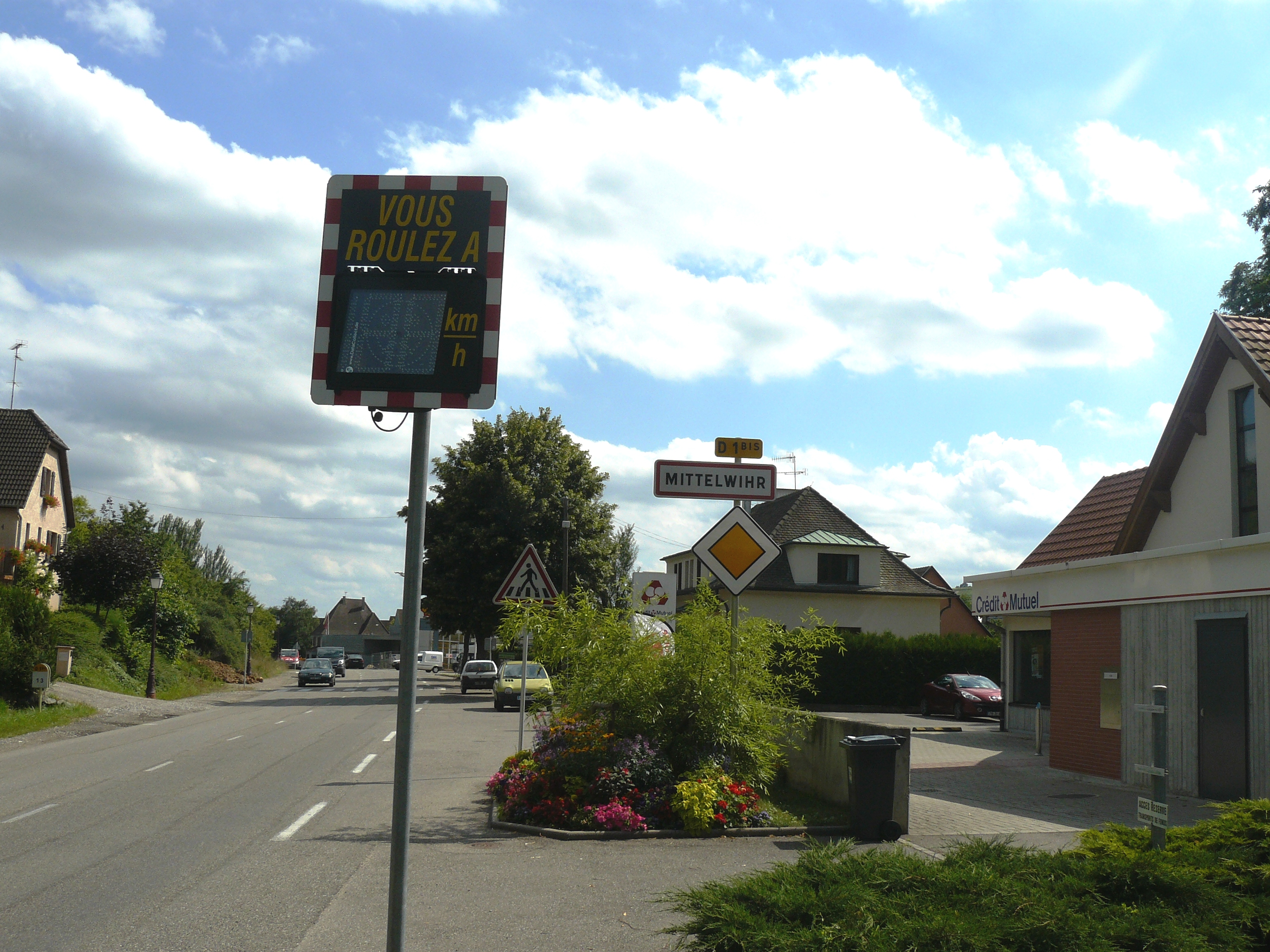
Entrée nord du village de Mittelwihr.
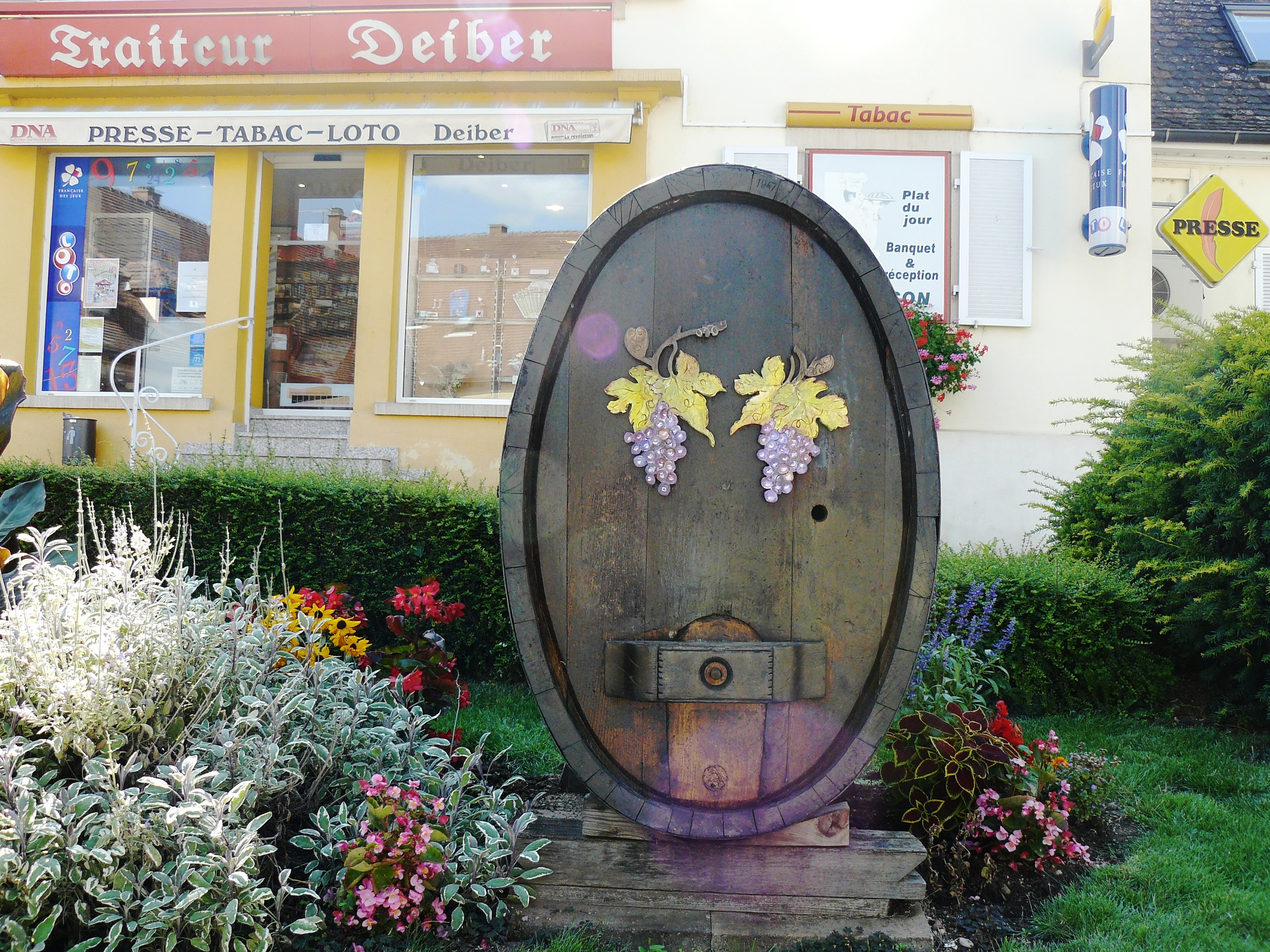
Fût en bois exposé près de la mairie.

C'est essentiellement un village viticole, bénéficiant d'un climat qui permet la culture d'amandiers dans les vignes grâce au Mandelberg qui la préserve des vents du nord.
Mittelwihr fait partie du canton de Kaysersberg et de l'arrondissement de Colmar-Ribeauvillé. Les habitants de Mittelwihr sont appelés les Mittelwihriens.
Le village est essentiellement construit le long de la Bergstrasse, la principale route du vin aujourd'hui très fréquentée par la suite étendu vers le nord et l'ouest grâce à la construction de zones pavillonnaires. Trente-cinq viticulteurs-exploitants vivent essentiellement de la vigne.

### Géologie et relief
C'est une des 201 communes (réparties sur quatre départements : les Vosges, le Haut-Rhin, le Territoire de Belfort et la Haute-Saône) du parc naturel régional des Ballons des Vosges.
Hydrogéologie et climatologie : Système d’information pour la gestion de l’Aquifère rhénan, par le BRGM :
Territoire communal : Occupation du sol (Corinne Land Cover); Cours d'eau (BD Carthage),
Géologie : Carte géologique; Coupes géologiques et techniques,
 Hydrogéologie : Masses d'eau souterraine; BD Lisa; Cartes piézométriques.

### Écarts et lieux-dits
- Le Boos ;
- Le domaine du Bouxhof.

### Cours d'eau
- Le Hagelgraben, affluent du Sembach[2] qui est lui-même affluent de la Fecht.

| Riquewihr  |            | Beblenheim |
| Kientzheim | Mittelwihr |            |
|            | Sigolsheim | Bennwihr   |

### Toponymie
L'origine du nom proviendrait de Mitelenwilre dont il existait sans doute déjà une petite bourgade en 474. Par la suite on rencontre les noms de Mitwir en 1114, Mittenwilre en 1122.

### Hydrographie
La commune est dans le bassin versant du Rhin au sein du bassin Rhin-Meuse. Elle est drainée par le Sambach,.
Le Sambach, d'une longueur de 11 km, prend sa source dans la commune de Riquewihr et se jette  dans la Fecht à Ostheim, après avoir traversé six communes. 

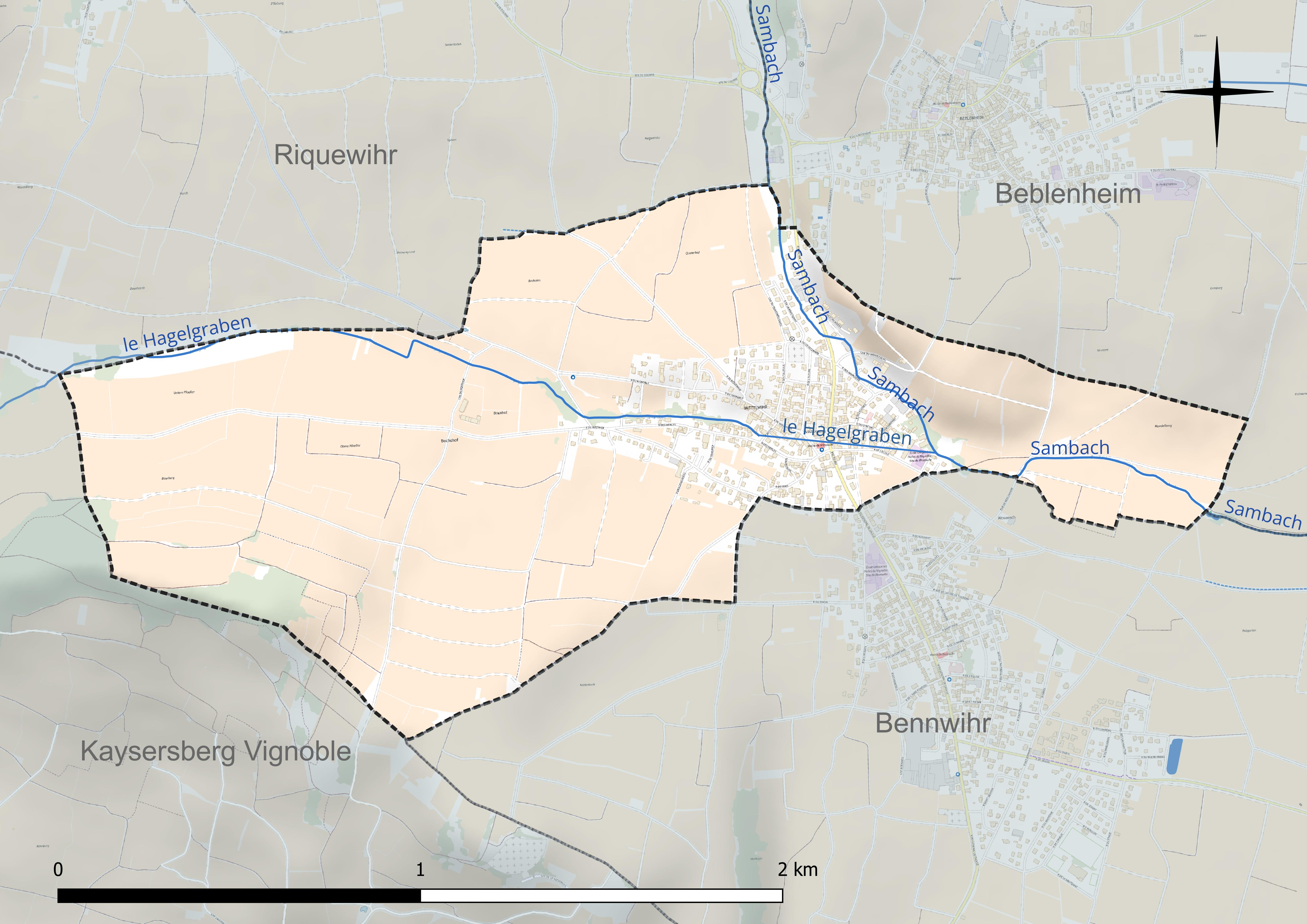
Réseau hydrographique de Mittelwihr.

### Climat
Pour des articles plus généraux, voir Climat du Grand Est et Climat du Haut-Rhin.
En 2010, le climat de la commune est de type climat océanique dégradé des plaines du Centre et du Nord, selon une étude du Centre national de la recherche scientifique s'appuyant sur une série de données couvrant la période 1971-2000. En 2020, Météo-France publie une typologie des climats de la France métropolitaine dans laquelle la commune est exposée à un climat semi-continental et est dans la région climatique  Vosges, caractérisée par une pluviométrie très élevée (1 500 à 2 000 mm/an) en toutes saisons et un hiver rude (moins de 1 °C). 
Pour la période 1971-2000, la température annuelle moyenne est de 10,6 °C, avec une amplitude thermique annuelle de 17,7 °C. Le cumul annuel moyen de précipitations est de 624 mm, avec 8,8 jours de précipitations en janvier et 9,2 jours en juillet. Pour la période 1991-2020, la température moyenne annuelle observée sur la station météorologique de Météo-France la plus proche, « Ribeau. - Verre », sur la commune de Ribeauvillé à 5 km à vol d'oiseau, est de 10,3 °C et le cumul annuel moyen de précipitations est de 994,9 mm. 
La température maximale relevée sur cette station est de 36,2 °C, atteinte le 25 juillet 2019 ; la température minimale est de −18,8 °C, atteinte le 20 décembre 2009,,. 
Les paramètres climatiques de la commune ont été estimés pour le milieu du siècle (2041-2070) selon différents scénarios d'émission de gaz à effet de serre à partir des nouvelles projections climatiques de référence DRIAS-2020. Ils sont consultables sur un site dédié publié par Météo-France en novembre 2022.

## Urbanisme

### Typologie
Au 1er janvier 2024, Mittelwihr est catégorisée petite ville, selon la nouvelle grille communale de densité à sept niveaux définie par l'Insee en 2022.
Elle appartient à l'unité urbaine de Bennwihr, une agglomération intra-départementale regroupant quatre  communes, dont elle est ville-centre,,. Par ailleurs la commune fait partie de l'aire d'attraction de Colmar, dont elle est une commune de la couronne,. Cette aire, qui regroupe 95 communes, est catégorisée dans les aires de 50 000 à moins de 200 000 habitants,.

### Occupation des sols
L'occupation des sols de la commune, telle qu'elle ressort de la base de données européenne d’occupation biophysique des sols Corine Land Cover (CLC), est marquée par l'importance des territoires agricoles (83,9 % en 2018), une proportion identique à celle de 1990 (83,9 %). La répartition détaillée en 2018 est la suivante : 
cultures permanentes (82,3 %), zones urbanisées (16,1 %), zones agricoles hétérogènes (1,5 %). L'évolution de l’occupation des sols de la commune et de ses infrastructures peut être observée sur les différentes représentations cartographiques du territoire : la carte de Cassini (XVIIIe siècle), la carte d'état-major (1820-1866) et les cartes ou photos aériennes de l'IGN pour la période actuelle (1950 à aujourd'hui).

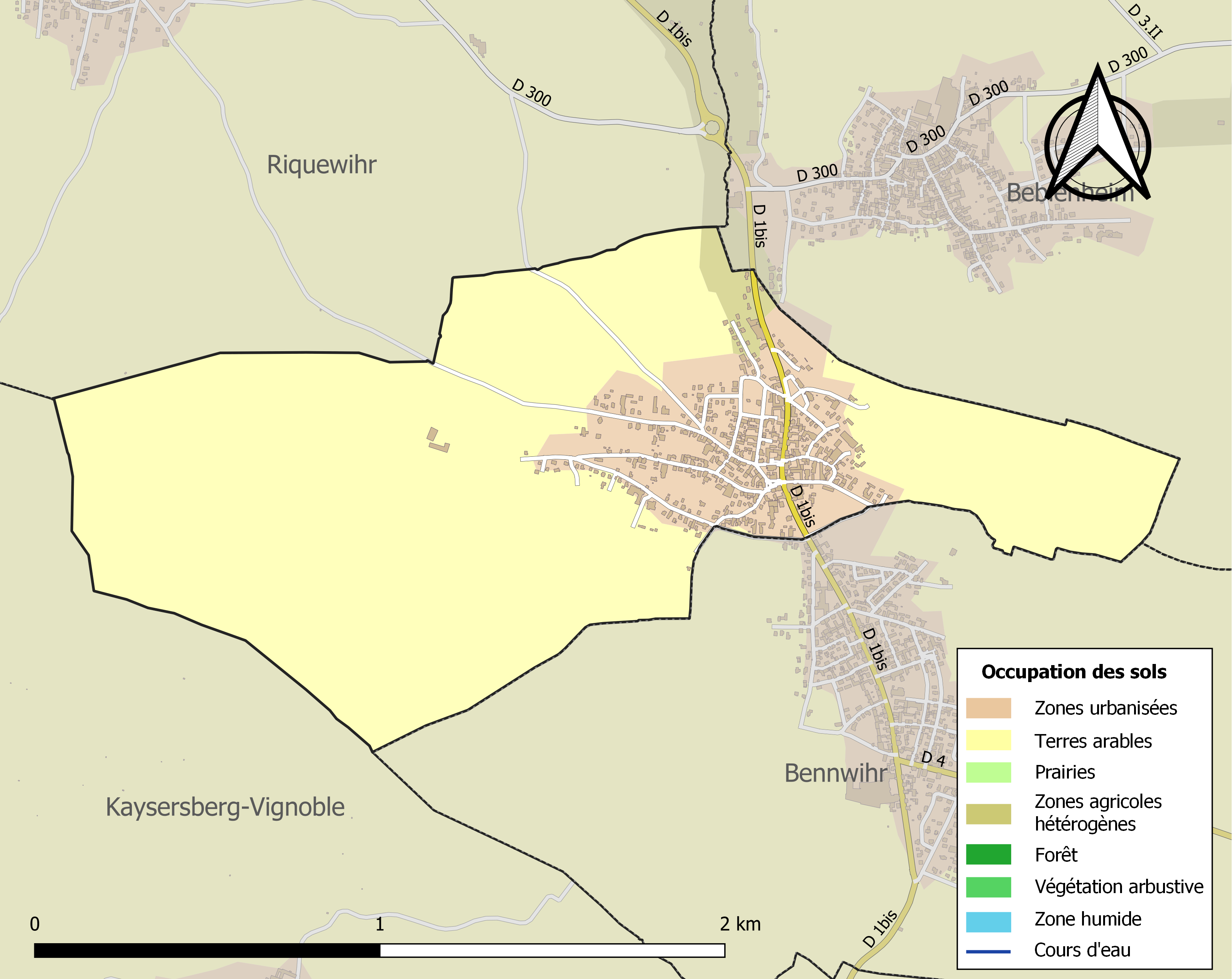
Carte des infrastructures et de l'occupation des sols de la commune en 2018 (CLC).

## Histoire
Son nom provient de Mitenwilre et pourrait signifier « ferme du milieu ». Depuis l'apparition du village en 974, l'activité principale du village a été la viticulture importé par les moines. Les abbayes de Murbach, de Saint-Hippolyte-Lièpvre et Ebersmunster, y possédaient d'ailleurs des vignes.
Une charte en faveur de l'abbaye d'Ebersmunster datée du XIIe siècle signale une donation de biens par Sainte Hune pour les villages de Sigolsheim et Mittelwihr au VIIe siècle. Cette donation est confirmée en 1114 par l'empereur Henri V du Saint-Empire. Diverses  autres abbayes avaient des biens au Moyen Âge à Mittelwihr.
Au cours des XVIe et XVIIe siècles, l'abbaye de Remiremont possédait des biens à Mittelwihr qui étaient rattachés à la cour colongère de Wintzenheim.
Le village a fait partie de la seigneurie de Horbourg-Riquewihr à partir de 1324 puis il passa sous le contrôle des comtes de Wurtemberg-Montbéliard en 1534 jusqu'à la Révolution.
En décembre 1944, de violents combats dans la Poche de Colmar eurent des répercussions jusqu'à Mittelwihr qui fut presque entièrement détruit par les bombardements.
Tous les bâtiments détruits ont été reconstruits en 1949 par l'architecte Charles-Gustave Stoskopf, grand prix de Rome.
La commune a été décorée, le 11 novembre 1948, de la Croix de guerre 1939-1945.

### Héraldique
| Blason de Mittelwihr | Les armes de Mittelwihr se blasonnent ainsi : « D'argent au lion rampant de gueules. » |

## Politique et administration

### Budget et fiscalité 2021

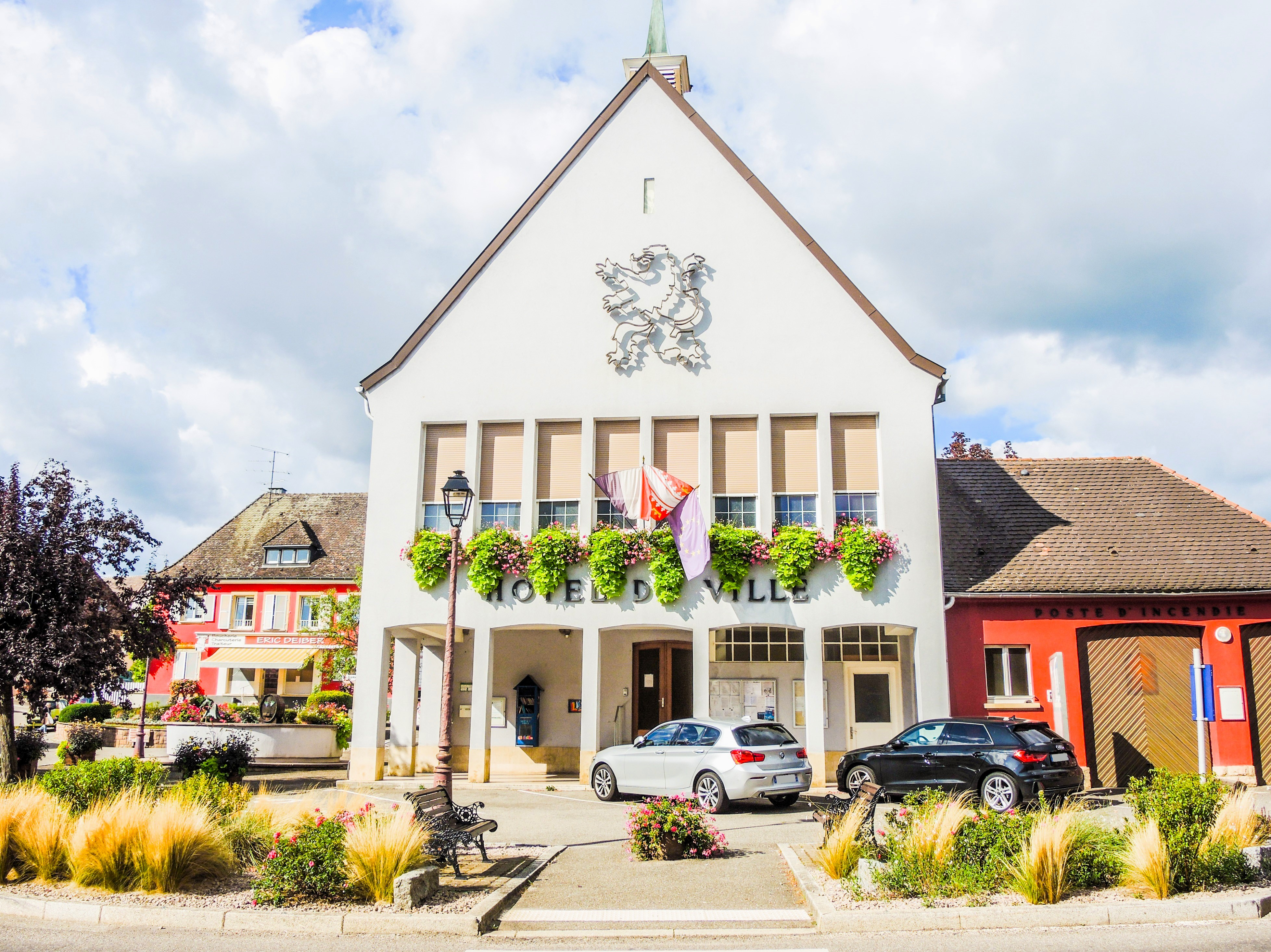
Hôtel de ville.

En 2021, le budget de la commune était constitué ainsi :
- total des produits de fonctionnement : 722 000 €, soit 843 € par habitant ;
- total des charges de fonctionnement : 642 000 €, soit 750 € par habitant ;
- total des ressources d'investissement : 232 000 €, soit 271 € par habitant ;
- total des emplois d'investissement : 125 000 €, soit 146 € par habitant ;
- endettement : 723 000 €, soit 845 € par habitant.

Avec les taux de fiscalité suivants :
- taxe d'habitation : 16,19 % ;
- taxe foncière sur les propriétés bâties : 24,38 % ;
- taxe foncière sur les propriétés non bâties : 48,18 % ;
- taxe additionnelle à la taxe foncière sur les propriétés non bâties : 0,00 % ;
- cotisation foncière des entreprises : 0,00 %.

Chiffres clés Revenus et pauvreté des ménages en 2020 : médiane en 2020 du revenu disponible, par unité de consommation : 26 190 €.

## Population et société

### Démographie

#### Pyramide des âges
L'évolution du nombre d'habitants est connue à travers les recensements de la population effectués dans la commune depuis 1793. Pour les communes de moins de 10 000 habitants, une enquête de recensement portant sur toute la population est réalisée tous les cinq ans, les populations de référence des années intermédiaires étant quant à elles estimées par interpolation ou extrapolation. Pour la commune, le premier recensement exhaustif entrant dans le cadre du nouveau dispositif a été réalisé en 2007.

En 2022, la commune comptait 849 habitants, en évolution de +1,8 % par rapport à 2016 (Haut-Rhin : +0,66 %, France hors Mayotte : +2,11 %).
| 1793 | 1800 | 1806 | 1821 | 1831 | 1836 | 1841 | 1846 | 1851 |
| ---- | ---- | ---- | ---- | ---- | ---- | ---- | ---- | ---- |
| 550  | 561  | 662  | 715  | 721  | 755  | 737  | 765  | 743  |

| 1856 | 1861 | 1866 | 1871 | 1875 | 1880 | 1885 | 1890 | 1895 |
| ---- | ---- | ---- | ---- | ---- | ---- | ---- | ---- | ---- |
| 683  | 696  | 713  | 705  | 704  | 717  | 701  | 715  | 704  |

| 1900 | 1905 | 1910 | 1921 | 1926 | 1931 | 1936 | 1946 | 1954 |
| ---- | ---- | ---- | ---- | ---- | ---- | ---- | ---- | ---- |
| 710  | 693  | 690  | 642  | 588  | 553  | 578  | 216  | 637  |

| 1962 | 1968 | 1975 | 1982 | 1990 | 1999 | 2006 | 2007 | 2012 |
| ---- | ---- | ---- | ---- | ---- | ---- | ---- | ---- | ---- |
| 672  | 688  | 658  | 622  | 732  | 823  | 785  | 780  | 831  |

| 2017 | 2022 | - | - | - | - | - | - | - |
| ---- | ---- | - | - | - | - | - | - | - |
| 832  | 849  | - | - | - | - | - | - | - |

### Enseignement
Établissements d'enseignements :
- Écoles maternelles et primaires à Bennwihr, Kaysersberg Vignoble, Hunawihr, Ammerschwihr.
- Collèges à Kaysersberg Vignoble, Ribeauvillé, Ingersheim, Colmar.
- Lycées à

### Santé
Professionnels et établissements de santé : 
- Médecins à Mittelwihr, Bennwihr, Beblenheim, Riquewihr, Ostheim, Ammerschwihr, Kaysersberg.
- Pharmacies à Riquewihr, Ostheim, Ammerschwihr, Kaysersberg.
- Hôpitaux à Ammerschwihr, Kaysersberg, Ribeauvillé, Turckheim.
- Groupement hospitalier de territoire Basse-Alsace Sud-Moselle.

### Cultes
- Culte catholique, Communauté de paroisses "Vignes et Châteaux" : Ribeauvillé, Beblenheim, Bennwihr, Hunawihr, Mittelwihr, Riquewihr, Zellenberg[33].
- Culte protestant, Paroisses de Mittelwihr – Kaysersberg[34].

## Lieux et monuments

### Villa romaine de Flavuacum
Un fragment d'un autel romain, dédié à Jupiter, et datée de 204 après Jésus Christ (ce qui confirme une présence humaine sur le site dès les premiers siècles de notre ère), est actuellement conservé au musée Unterlinden à Colmar,,.

### L'église et la chapelle

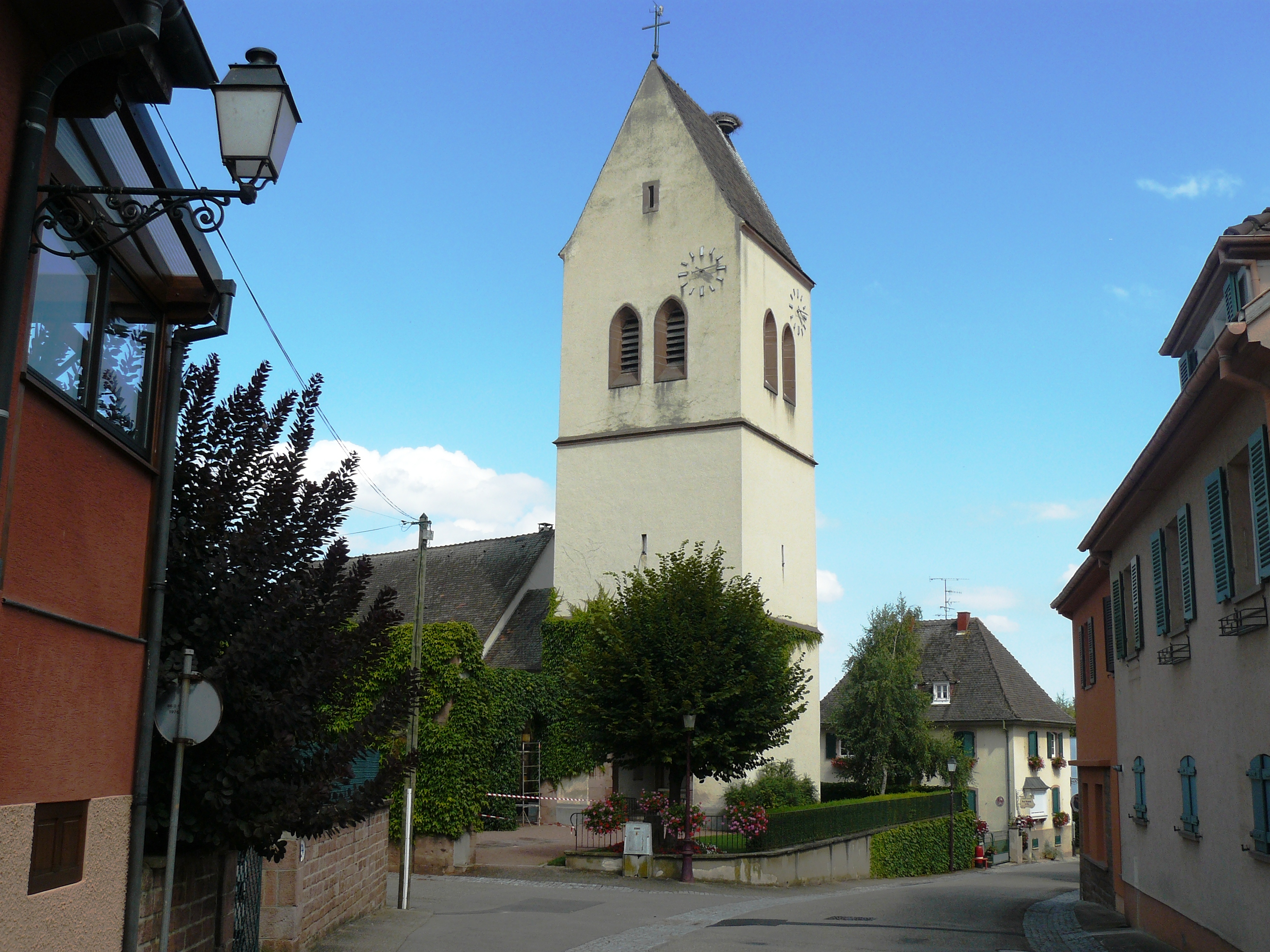
L'église Sainte-Brigitte et son clocher à arcades et en bâtière.

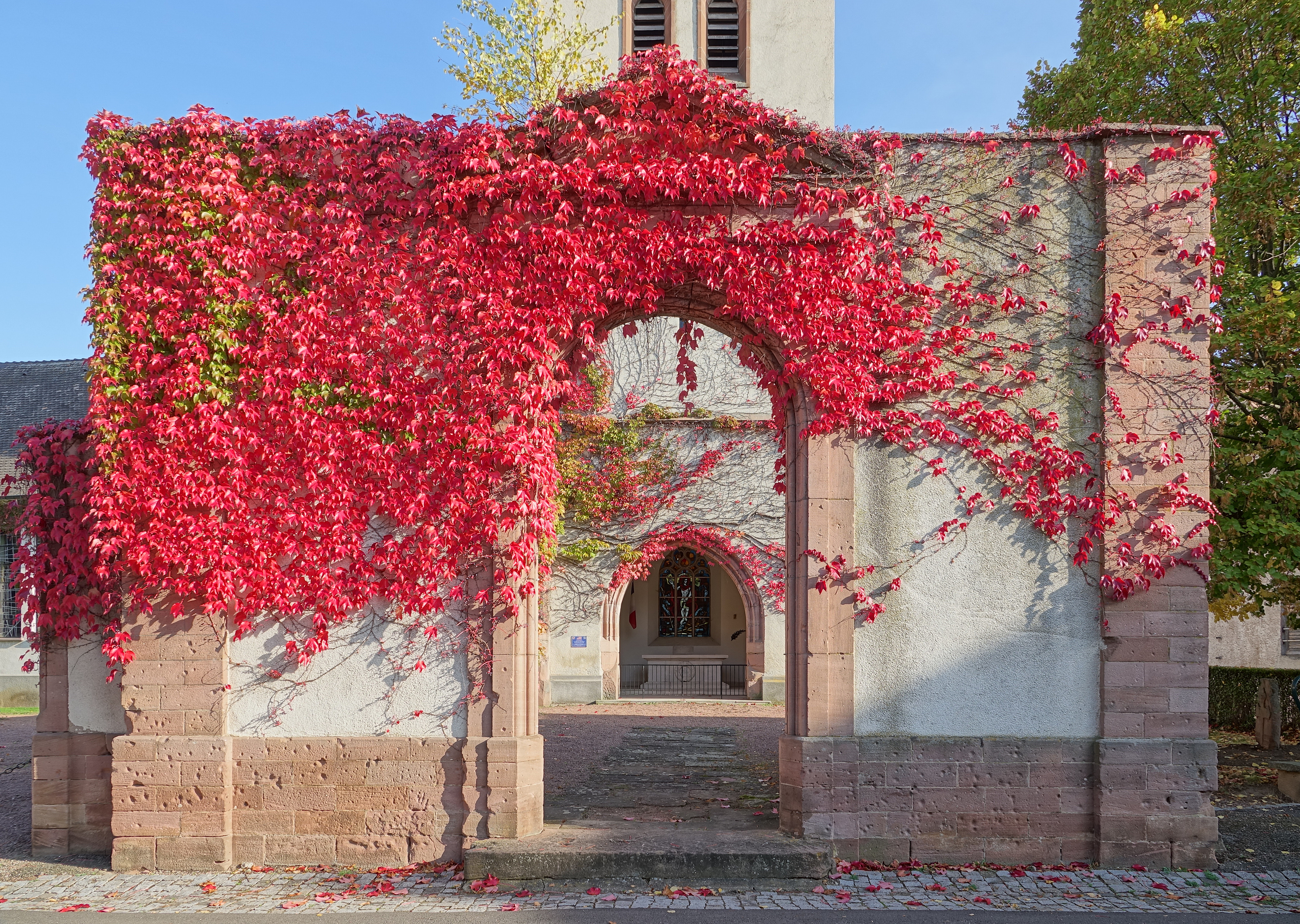
À l'entrée de l'église Sainte-Brigitte à Mittelwihr. Octobre 2020.

En 1959, une église est construite pour la communauté protestante et une chapelle pour la communauté catholique sous la même voûte et le même clocher datant des XVe et XVIe siècles.
L'ancienne église dédiée à sainte Brigitte, était à partir de 1688 en simultaneum,, les deux cultes partageaient à l'époque le même lieu de culte. L'église est détruite lors des combats de la Libération entre décembre 1944 et janvier 1945,. Le clocher de l'église est détruit entre 11h00 et 21h00 le 16 décembre 1944 par neuf tirs directs d'artillerie et de tanks, car celui-ci était suspecté par le 143rd Infantry Regiment d'abriter un poste d'observation allemand, ce qui fut avéré.

### Le château de Mittelwihr
Le château est cité à partir du XIIIe siècle. Des familles nobles ont occupé ce château entre 1188 et 1319. Les deux ruisseaux Sembach et Rumpelbach alimentaient le fossé servant de défense du château. Du XIIIe siècle au XVIe siècle, le château était occupé par la famille noble des Refelingen, puis à partir de 1550, il devint la propriété des Truchsess de Rheinfelden. Au XVIIe siècle, le château passa sous la dépendance des Mullenheim-Rechberg, puis sous Louis XV à la famille des Lachaume de Remoncourt. L'édifice fut vendu au cours de la Révolution comme bien national.
Propriété, en dernier lieu, de la maison Preiss Henny, il sera presque intégralement détruit lors des combats de la Poche de Colmar pour la libération du village en décembre 1944. Il restera à l'état de ruines pendant plusieurs années. Seuls quelques éboulis de pierres marquaient encore sa présence dans la cour Hanhart, du nom d'un ancien propriétaire du château entre 1900-1925.

### Le Bouxhof

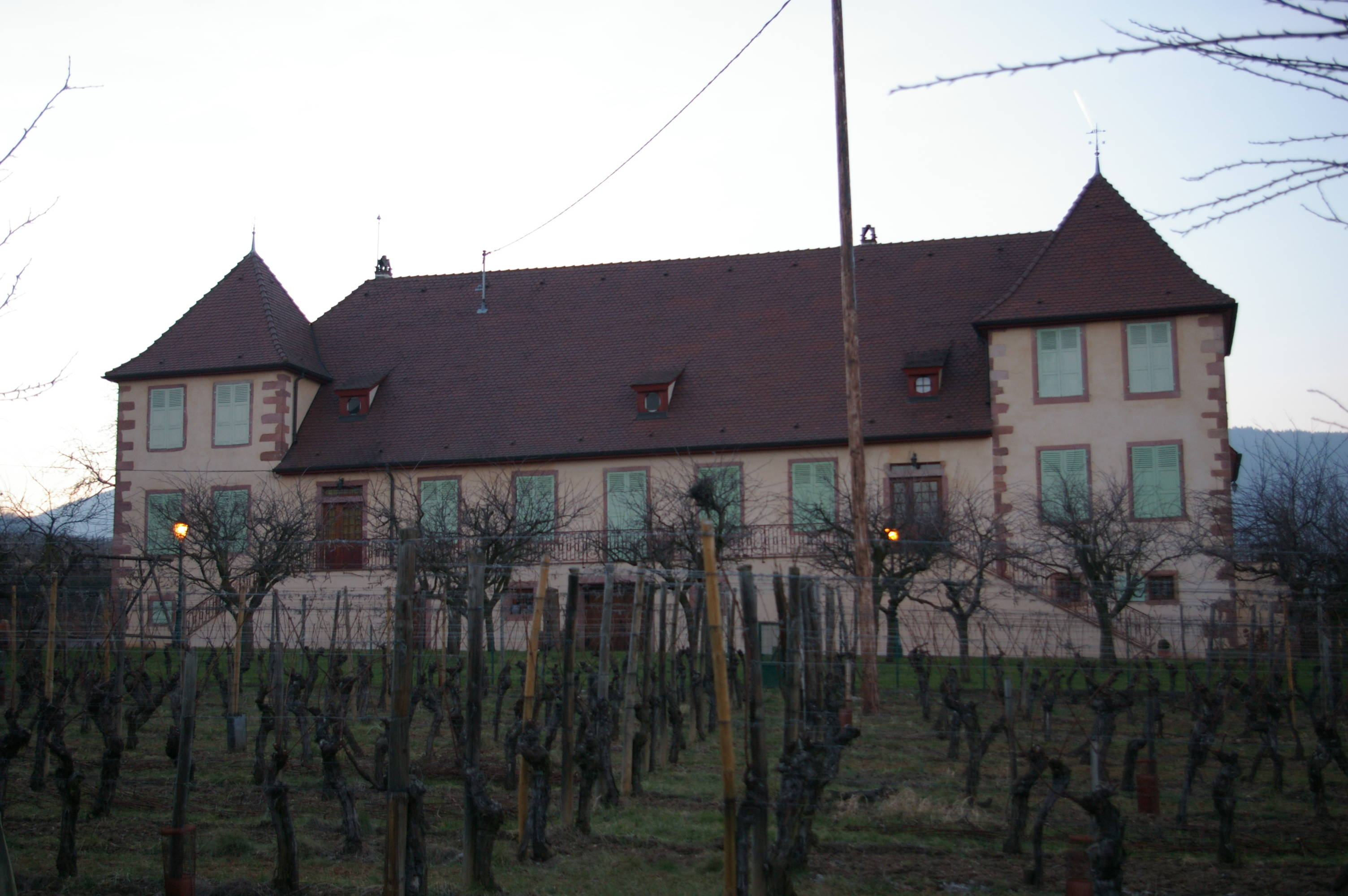
Domaine du Bouxhof - corps de logis.

Ancienne propriété de l'abbaye de Pairis, le domaine du Bouxhof sera vendu au cours de la Révolution comme bien national. On y trouve encore quelques anciens vestiges de l'époque romaine et des voûtes du XVIe siècle dans la cour du domaine transformée aujourd'hui en gîte. La cour du domaine du Bouxhof a été inscrite sur l'inventaire supplémentaire des monuments historiques par arrêté du 21 juillet 1996.

### Le monument aux morts
Monument aux morts sous le clocher de l'église,,.

### Jumelages
La ville de Mittelwihr est jumelée depuis le 17 septembre 1967 avec :
- Cancale (France).

## Personnalités liées à la commune
- Berthe Bertsch, première femme pasteure en France